# Аржано
Аржано је насељено место у саставу општине Циста Прово, Сплитско-далматинска жупанија, Република Хрватска.

## Историја
До територијалне реорганизације у Хрватској налазило се у саставу старе општине Имотски.

## Становништво
На попису становништва 2011. године, Аржано је имало 478 становника.
| Број становника по пописима | Број становника по пописима | Број становника по пописима | Број становника по пописима | Број становника по пописима | Број становника по пописима | Број становника по пописима | Број становника по пописима | Број становника по пописима | Број становника по пописима | Број становника по пописима | Број становника по пописима | Број становника по пописима | Број становника по пописима | Број становника по пописима | Број становника по пописима |
| --------------------------- | --------------------------- | --------------------------- | --------------------------- | --------------------------- | --------------------------- | --------------------------- | --------------------------- | --------------------------- | --------------------------- | --------------------------- | --------------------------- | --------------------------- | --------------------------- | --------------------------- | --------------------------- |
| 1857                        | 1869                        | 1880                        | 1890                        | 1900                        | 1910                        | 1921                        | 1931                        | 1948                        | 1953                        | 1961                        | 1971                        | 1981                        | 1991                        | 2001                        | 2011                        |
| 836                         | 917                         | 1.007                       | 1.120                       | 1.045                       | 1.246                       | 1.315                       | 1.231                       | 1.369                       | 1.356                       | 1.469                       | 1.379                       | 1.332                       | 1.110                       | 754                         | 478                         |

Напомена: Од 1880. до 1900. исказивано под именом Поље.

### Попис1991.
На попису становништва 1991. године, насељено место Аржано је имало 1.110 становника, следећег националног састава:
| Попис 1991.‍   | Попис 1991.‍ | Попис 1991.‍ | Попис 1991.‍ | Попис 1991.‍ |
| ------------- | ----------- | ----------- | ----------- | ----------- |
|               |             |             |             |             |
| Хрвати        | Хрвати      |             | 1.104       | 99,45%      |
| Црногорци     | Црногорци   |             | 3           | 0,27%       |
| Муслимани     | Муслимани   |             | 2           | 0,18%       |
| непознато     | непознато   |             | 1           | 0,09%       |
| укупно: 1.110 |             |             |             |             |